# Право пацијента на приватност и људско достојанство
Право пацијента на приватност и људско достојанство у објективном смислу, подразумева скуп правних правила (прописа) која уређују медицинску делатност, утврђују својства лица која ту делатност обављају, њихов однос према корисницима здравствених услуга, као и чињеница о здравственом стању пацијената, медицинском положају, поступку лечења, перспективама излечења, породичним приликама и сл. Сви ти прописи су садржани у Уставу и у свим областима права (кривичном, процесном, управном, грађанском, радном, социјалном, породичном и међународном). У ширем смислу у састав ових права улазе и прописи који се односе на коришћење лекова и медицинских средства.
Право пацијента на приватност и људско достојанство је, предметно ограничена област права која се тиче једне професије и свих оних који користе њене услуге.
У пракси, ово право је често потиснуто неким јачим правом и „вреднијим интересом”, лекара или неког трећег. Тако да је оно принуђено на повлачење из разлога који се, најчешће, подводе под стање крајње нужде. А одговор да ли то треба увек да буде тако или се ради о злоупотреби одговор треба да процени и санкционише медицинско право и нормира медицинска етика.

## Општа разматрања
Право пацијената на приватност и достојанство, које укључује и поверљивост медицинских података представља једно од основних људских права гарантованих међународним и националним правним стандардима. Иначе, латинска реч privatus која значи приватан, лични, често се меша са са српском рели „приватност” која је лична, интимна  породична сфера живота.
Полазећи од традиционалне поделе људских права, право на приватност и достојанство спада у лична права,  која су настала с краја 19. века у америчкој правној доктрини. Овим правом штити се приватна сфера човека (просторна, душевна, информациона, комуникацијска,  и физичка приватност) од самовољних активности јавне власти, правних лица (компанија, предузетника, послодаваца)  и појединаца.
У медицинској пракси постоји више радњи и пропуста у вези са пружањем здравствених услуга пацијентима којима се може нанети штета (са правним последицама) и наушити приватност и људско достојанство. Њихова систематизација углавном је ствар правне теорије сваке поједине земље и начина правног уређења здравствене заштите грађана. Како је правна теорија тек у настајању, приватност и људско достојанство се различито тумачи и регулише у различитим земљама. У највећем броју земаља то право је регулисано кроз Закон о здравственој заштити, у коме вежи право на накнаду штете не само за „пружање неодговарајуће здравствене услуге, већ и за нарушену приватност и људско достојанство. У упоредном праву, односно правној теорији, највећи број радњи и пропуста којима се може нанети штета пацијенту обухваћени су под називом; грешке у третману и грешке у поштовању приватности.

## Регулатива
Тајност и поверљивост података о личности, укључујући и податаке о здравственом стању пацијента, којима се штити не само приватност већ и њихово достојанство регулисани су бројним међународним регионалним и националним прописима.
Европа
У Европи посебно су значајни:
- Европска конвенција о заштити људских права и основних слобода из 1950. године (чл. 8 - право на поштовање свог приватног и породичног живота)
- Европска социјална повеља из 1961. године (ревидирана 1996. године),
- Европска повеља о правима пацијената из 2002. године,
- Повеља о основним људским правима у Европској унији из 2000. године,
- Уредба ЕУ 2016/679-GDPR из 2016. године (као једна од најважнији обавезујући правни документ Европске уније о заштити физичких лица у односу на обраду података о личности и о слободном кретању таквих података.

Србија

Све напрад наведене конвенције повеље и уредбе имају непосредно дејство за све државе које послују на заједничком тржишту Европске уније, укључујући и Србију. 
| „ | Посебно је важан члан 9. који се односи на обраду посебних категорија података о личности (генетски, биометријски и подаци о здравственом стању…). Према овом члану обрада ових података је забрањена, с тим што постоје и изузеци који су таксативно наведени у ставу 2. (од а) до у), нпр: обрада је неопходна за потребе превентивне медицине или медицине рада због процене радне способности запослених, медицинске дијагнозе, ако постоји неопходан разлог јавног интереса итд…). | ” |